# Len-Barry Simons
Len-Barry Simons ist ein südafrikanischer Theater- und Filmschauspieler.

## Leben
Von 2013 bis 2015 besuchte Simons die Universität Stellenbosch. Neben Englisch spricht der 1,90 m große Schauspieler außerdem Afrikaans. Größere Beachtung als Bühnendarsteller erhielt er durch seine Rolle des Pferdes Nugget im Stück Equus am Montecasino Studio Theatre unter der Regie von Fed Abrahmse. Im selben Jahr übernahm er die Hauptrolle im Stück Psalter unter der Regie von Wessel Pretorius.
2018 spielte Simons in insgesamt sechs Episoden der Fernsehserie Arendsvlei die Rolle des Francois. 2019 übernahm er im Fernsehfilm Somerkersfees die Rolle des Chad, eine von sechs Hauptrollen. 2021 folgte die Rolle des Basjan im Fernsehfilm Lycra & Petticoat. Im Frühjahr 2022 wurde bekannt, dass Simons die Rolle des Fischmenschen Kiss im Netflix Original One Piece darstellen wird. Tatsächlich war er ab Sommer 2023 in insgesamt drei Episoden der ersten Staffel zu sehen.

## Filmografie (Auswahl)
- 2018: Arendsvlei (Fernsehserie, 6 Episoden)
- 2019: Somerkersfees (Fernsehfilm)
- 2021: Lycra & Petticoats (Fernsehfilm)
- 2023: One Piece (Fernsehserie, 3 Episoden)

## Theater (Auswahl)
- Equus, Regie: Fed Abrahmse, Montecasino Studio Theatre
- Aida Abridged Radamez, Regie: Greg Homann
- Psalter, Regie: Wessel Pretorius, The Alexander Bar, Café and Theatre
- Fotostaatmasjien, Regie: Wessel Pretorius
- Calling Me Home, Regie: Magdalene Minnaar
- Renaissance, Regie: Wessel Pretorius
- Die Kleine Meermin, Regie: Schalk van der Merwe
- Lunch, Regie: Elaine Grobler
- Swyg, Regie: A. Joubert & E. Oliver
- The Paper Circus, Regie: Samantha Prigge-Pienaar
- Aantrekkingskrag, Regie: Antoinette Kellermann
- Anton in Show Business, Regie: Antoinette Kellermann
- Blithe Spirit, Regie: Antoinette Kellermann
- Speed-the-Play, Regie: Antoinette Kellermann